# Androsiphonia
Androsiphonia je monotipski rod iz porodice Passifloraceae, potporodice Passifloroideae, tribusa Paropsieae.
Vrsta koja pripada ovom rodu je Androsiphonia adenostegia, grm ili manje drvo iz zapadne tropske Afrike.. Može izrasti do 6 metara visine.

## Stanište
Raširena je po zapadnoj tropskoij Africi - Gvineja, Sijera Leone, Liberija i Obala Slonovače. Stanište su joj vazdazelene, vlažne šume a raste i na granitnom tlu na nadmorskim visinama od oko 800 metara.

## Ljekovitost
Lišće se pomiješa s palminim uljem i nanese na glavu kako bi se ubile uši. Pomiješani sa sokom limete (Citrus aurantifolia) koriste se za liječenje stidnih uši (Pthirus pubis).
Biljka sadrži saponine, cijanogene glikozide tetrafilin B i volkenin, kao i njihov mogući biosintetski prekursor, neproteinsku aminokiselinu L-ciklopentenilglicin, koji je snažan inhibitor iskorištavanja valina i izoleucina u bakterijama.

## Ostale namjene
Grančice se koriste kao štapići za žvakanje i čišćenje zubi i održavanje dentalne higijene.